# Borneo-orangutang
Borneo-orangutang (Pongo pygmaeus) er en art af orangutang, der lever på øen Borneo. Den tilhører sammen med Sumatra-orangutang den eneste slægt af store menneskeaber i Asien. Som de andre store menneskeaber er orangutanger intelligente, idet de på en avanceret måde kan anvende redskaber i naturen. Orangutanger deler omkring  97% af deres DNA med mennesker. Borneo-orangutangen er kritisk truet på grund af afskovning, palmeolie-plantager og jagt.

## Status
Den sidste opgørelse over antallet af orangutanger på Borneo blev ifølge IUCN lavet i 2004 og den estimerede, at der på daværende tidspunkt eksisterede mellem 45.000 og 69.000 orangutanger på Borneo, fordelt på tre underarter. Imidlertid er arten gået stærkt tilbage over de seneste årtier og i juli 2016, ændrede organisationen IUCN orangutangens status fra at være "truet" til at være "kritisk truet", da en ny undersøgelse estimerede, at mere end 80 procent af Borneos orangutanger vil forsvinde i løbet af tre generationer (1950 til 2025). Generationstiden for orangutangen er cirka 25 år.
Den danske organisation Red Orangutangen arbejder med at redde den udryddelsestruede orangutang og dens regnskovshjem på Borneo, og finansierer blandt andet 95 procent af verdens største orangutangrehabiliteringscenter - Nyaru Menteng. Her hjælper organisationen forældreløse orangutangunger indtil de kan klare sig selv og genudsættes i Borneos regnskove.

## Habitat og udbredelse
Borneo-orangutang lever i fugtige, tropske og subtropiske skove i Borneos lavland såvel som i bjergrige områder op til 1500 meters højde. Arten lever i træernes kroner og bevæger sig over store afstande for at finde træer med frugter.
Den findes i de to malaysiske delstater Sabah og Sarawak og i tre af de fire indoneske provinser i Kalimantan. På grund af tab af levesteder er udbredelsesområdet nu over hele øen meget opdelt. Arten er blevet sjælden på den sydøstlige del af øen og i skovene mellem Rajang-floden i det centrale Sarawak og Padas-floden i det vestlige Sabah.

## Levevis
Borneo-orangutangen lever mere solitært end sin slægtning på Sumatra. To eller tre orangutanger, hvis territorer overlapper, kan undertiden være i kontakt med hinanden, men kun i korte perioder. Selvom orangutanger ikke er territoriehævdende vil en voksen han udvise truende adfærd, når den møder andre hanner, og den har kun kontakt med hunner i forbindelse med parring. Det er hannerne der er mest solitære. 
Borneo-orangutangen bliver omkring 35-45 år gammel i naturen. I fangenskab kan den blive omkring 60 år.
Selvom om Borneo-orangutangen er trælevende, bevæger den sig mere på jorden end sin slægtning fra Sumatra. Dette skyldes muligvis, at der ikke findes store landlevende rovdyr på Borneo der kan udgøre en trussel over for en orangutang. På Sumatra kan orangutanger møde Sumatratigeren.